# Samuel Sandys
Samuel Sandys (10 août 1695 – 21 avril 1770), 1er baron Sandys d'Ombersley, est un homme politique anglais membre du parti whig.
Il est Chancelier de l’Échiquier du 12 février 1742 au 12 décembre 1743 et occupe simultanément les fonctions de Leader of the House of Commons.